# هراويات البطن
هراويات البطن أو فصيلة كورديوليجاستريدي (الاسم العلمي: Cordulegastridae)، هي فصيلة حشرات يعسوبية من رتبة اليعسوبيات وتُعرف باسم سنبليات الذيل.